# Tachycineta euchrysea
Tachycineta euchrysea là một loài chim trong họ Hirundinidae.
Hai phân loài được công nhận, Jamaican T. e. Euchrysea và T. e. Sclateri của Hispaniola (Haiti và Cộng hòa Dominican). Nó thường sống ở các ngọn đồi bên hòn đảo, thích nước mở. Hiện tại, sự nuốt này chỉ giới hạn ở các khu rừng núi đơn lập chủ yếu bao gồm thông Hispaniolan. Loài này được Liên minh Bảo vệ Thiên nhiên Quốc tế (IUCN) coi là một loài dễ bị tổn thương, mặc dù các phân loài được chỉ định, T. e. Euchrysea, có thể bị tuyệt chủng. Nguyên nhân chính xác của sự tuyệt chủng chưa được biết đến, nhưng các yếu tố có thể bao gồm việc ăn thịt của động vật có vú và môi trường sống bị mất, mặc dù lý thuyết mất môi trường sống không được chứng minh bởi rất nhiều bằng chứng. Lần nhìn thấy cuối cùng của phân loài được chỉ định là ở Hardwar Gap (nằm trên ranh giới giữa Saint Andrew và các giáo xứ Portland), với ba con chim được nhìn thấy vào ngày 8 tháng 6 năm 1989.

## Phân loại và nguyên mẫu
Ếch vàng lần đầu tiên được mô tả là Hirundo euchrysea bởi nhà tự nhiên học người Anh Henry Gosse, trong cuốn sách The Birds of Jamaica,, nhiều năm sau khi châu Âu định cư trên đảo. Các nhà tự nhiên học sớm đã không biết đến loài này. Các chi Tachycineta hiện nay, mặt khác, được mô tả ban đầu vào năm 1850 bởi nhà nghiên cứu khoa học Jean Cabanis. Jean Cabanis. Tên cụ thể là từ tiếng Hy Lạp cổ đại. Tachycineta là từ takhukinetos, "di chuyển nhanh", và euchrysea cụ thể là từ eukhrusos, có nghĩa là "giàu chất vàng". Điều này có nguồn gốc từ eu, có nghĩa là "rất nhiều", và khruseios, có nghĩa là "vàng".
Loài này có hai phân loài; Thứ hai, Tachycineta euchrysea sclateri, ban đầu bị nghi ngờ là khác biệt bởi Henry Bryant năm 1866, người ghi lại nó là "var dominicensis?" Và ghi nhận sự khác biệt về bộ lông từ các phân loài được đề cử. Tuy nhiên, báo cáo của ông thiếu mô tả loài. Cuối cùng nó được mô tả như là Hirundo sclateri vào năm 1884 bởi nhà khoa học người Hoa Kỳ Charles Cory,, người cảm thấy nó khác biệt rõ rệt để đảm bảo trạng thái loài riêng biệt. Tên phân loài sclateri được dành riêng cho Philip Sclater, một nhà động vật học người Anh. Đề cử phân loài, T. e. euchrysea, có thể bị tuyệt chủng.